# Лісова (річка, Камчатка)
Лісова (застаріле Уємлян) — річка на півострові Камчатка в Росії.
Довжина річки — 119 км. Площа водозбірного басейну — 3560 км². Впадає в Охотське море. Протікає територією Тигільського району Камчатського краю.
Названа козаками на початку 18-го століття. Коряцька назва Вэемлен — «ламана річка», це через круті та різкі повороти річища. Вперше нанесена на карту С. У. Ремезововим у кінці XVII століття.

## Притоки
Об'єкти перераховані за порядком від гирла до витоку.
- 16 км: річка Права Лісова, Вєайтимливаям
- 22 км: річка без назви
- 36 км: річка Акакатин
- 42 км: річка Киррагонайваям
- 50 км: річка Ілканнихтап
- 58 км: річка Тайнєгітгінваям
- 61 км: річка Вайчєч-Айнєнваям
- 66,6 км: річка Тклєваям
- 66,8 км: річка Вай-Гєчанана
- 76 км: річка Ватапваям
- 76,5 км: річка Лєхай-Гітгіваям
- 100 км: річка Тихляваям

## Дані водного реєстру
За даними державного водного реєстру Росії відноситься до Анадир-Колимського басейнового округу.
За даними геоінформаційної системи водогосподарського районування території РФ, підготовленої Федеральним агентством водних ресурсів:
- Код водного об'єкта в державному водному реєстрі — 19080000112120000037751
- Код за гідрологічною вивченістю (ГВ) — 120003775
- Номер тому з ГВ — 20
- Випуск за ГВ — 0